# Liberty County (Georgie)
Liberty je okres (county) amerického státu Georgie založený v roce 1777. Správním střediskem je město Hinesville. Leží na východě Georgie, u pobřeží Atlantského oceánu.
Je jedním ze 4 okresů tohoto jména v USA.

## Sousední okresy
- severovýchod - Bryan County
- severozápad - Evans County
- západ - Tattnall County
- jihozápad - Long County
- jih - McIntosh County